# (You Drive Me) Crazy
(You Drive Me) Crazy (englisch für: „(Du machst mich) verrückt“) ist die dritte Single der US-amerikanischen Pop-Sängerin Britney Spears aus ihrem Debütalbum … Baby One More Time.

## Hintergrund
Das Lied wurde am 24. August 1999 von Jive Records als dritte Single aus dem Album veröffentlicht. Der Song wurde von Per Magnusson, Jörgen Elofsson, David Kreuger und Max Martin geschrieben und produziert. Die Singleversion unterscheidet sich von der ursprünglichen Albumversion auf … Baby One More Time, die im März 1998 in Schweden aufgenommen wurde. Am 12. Mai 1999 kamen Martin und Spears in den Batterie-Studios in New York zusammen und produzierten den The Stop! Remix, der als Singleversion verwendet wurde.

## Musikvideo
Das zum Lied gehörende Musikvideo wurde von Nigel Dick gedreht. Zum Video sagte Spears in einem Interview mit MTV „es wäre cool, in einem Club zu sein, und wir sind affige Kellnerinnen, und wir brechen aus uns heraus und beginnen zu tanzen.“ Des Weiteren zeigte Spears sich überzeugt, dass Video bringe sie „aufs nächste Level.“ Das Video promotete gleichzeitig den Film Drive Me Crazy, entsprechend sollten die beiden Hauptdarsteller Melissa Joan Hart und Adrian Grenier auch im Musikvideo erscheinen. Grenier stand der Idee ablehnend gegenüber, jedoch überzeugte Dick ihn letztlich.
Das Video wurde erstmals am 18. Juli 1999 in der Sendung Making the Video auf dem Musiksender MTV ausgestrahlt. Als zusätzliche Promo für den Film, der am 1. Oktober 1999 in die Kinos kam, wurde das Video eine Woche vorher am 24. September 1999, in der TV-Serie Sabrina – Total Verhext! in Episode 4x01 (inkl. Gastauftritt von Britney Spears) gezeigt.
Das Video beginnt damit, dass Spears und weitere Frauen im Kellnerinnenkostüm in die Umkleidekabine geht und sich dort schminkt und umzieht. Anschließend führt sie im neuen Outfit mit weiteren Personen eine Tanz-Choreographie vor. Die Kulisse ist dabei an einen modernen Club angelehnt.

## Rezeption

### Kritiken
(You Drive Me) Crazy erhielt überwiegend positive Kritiken.
Kyle Anderson vom Musiksender MTV urteilte über den Song er sei „eine ähnlich klingenden Hymne [zu" … Baby One More Time '] mit etwas elektresierender Rock-Gitarre im Mittelpunkt.“ Das Lied sei eingängig.
Caryn Ganz vom Rolling Stone fand, der Song sei neben „Sometimes“ und „From the Bottom of My Broken Heart“ ein weiterer Hit aus dem Debütalbum „… Baby One More Time“.

## Auszeichnungen
Der Song errang mehrere Auszeichnungen, darunter:
| Jahr | Veranstaltung                  | Preis             | Ergebnis  |
| ---- | ------------------------------ | ----------------- | --------- |
| 1999 | Golden Music Awards            | Best Record Dance | Erhalten  |
| 2000 | MTV Video Music Awards         | Bestes Tanzvideo  | Nominiert |
| 2000 | Nickelodeon Kids Choice Awards | Bester Song       | Nominiert |

## Kommerzieller Erfolg

### Chartplatzierungen
| ChartsChartplatzierungen       | Höchstplatzierung | Wochen |
| ------------------------------ | ----------------- | ------ |
| Deutschland (GfK)              | 4 (17 Wo.)        | 17     |
| Österreich (Ö3)                | 10 (17 Wo.)       | 17     |
| Schweiz (IFPI)                 | 4 (24 Wo.)        | 24     |
| Vereinigte Staaten (Billboard) | 10 (20 Wo.)       | 20     |
| Vereinigtes Königreich (OCC)   | 5 (11 Wo.)        | 11     |

| ChartsJahrescharts (1999) | Platzierung |
| ------------------------- | ----------- |
| Deutschland (GfK)         | 43          |
| Schweiz (IFPI)            | 36          |

### Auszeichnungen für Musikverkäufe
| Land/Region                  | Auszeichnungen für Musikverkäufe (Land/Region, Auszeichnung, Verkäufe) | Verkäufe  |
| ---------------------------- | ---------------------------------------------------------------------- | --------- |
| Australien (ARIA)            | Platin                                                                 | 70.000    |
| Belgien (BRMA)               | Platin                                                                 | 50.000    |
| Deutschland (BVMI)           | Gold                                                                   | 250.000   |
| Frankreich (SNEP)            | Gold                                                                   | 250.000   |
| Neuseeland (RMNZ)            | Gold                                                                   | 5.000     |
| Schweden (IFPI)              | Platin                                                                 | 30.000    |
| Vereinigte Staaten (RIAA)    | Platin                                                                 | 1.000.000 |
| Vereinigtes Königreich (BPI) | Gold                                                                   | 400.000   |
| Insgesamt                    | 4× Gold · 4× Platin ·                                                  | 2.055.000 |

Hauptartikel: Britney Spears/Auszeichnungen für Musikverkäufe